# Castel del Giudice
Castel del Giudice es una localidad y comune italiana de la provincia de Isernia, región de Molise, con 356 habitantes.

## Evolución demográfica
| Gráfica de evolución demográfica de Castel del Giudice entre 1861 y 2001 |
|                                                                          |
| Fuente ISTAT - elaboración gráfica de Wikipedia                          |